# 非洲石鵖
非洲石鵖（学名：Saxicola torquatus）为鶲科石䳭屬下的一个种，分佈於非洲撒哈拉以南及鄰近地區。

## 分布地域
非洲石鵖分散地分佈於非洲撒哈拉以南大部分地區，北部遠及塞內加爾和埃塞俄比亞。在阿拉伯半島西南部、馬達加斯加和大葛摩島的山區都有族群分佈。為非遷移性鳥類，通常只在本地移動，因此產生了很多區域差異，共分為約15個亞種。